# 訃報 1993年11月
訃報 1993年11月（ふほう 1993ねん11がつ）では、1993年（平成5年）11月中に物故した、又は物故が報じられた人物についてまとめる。

## （1日 - 15日）

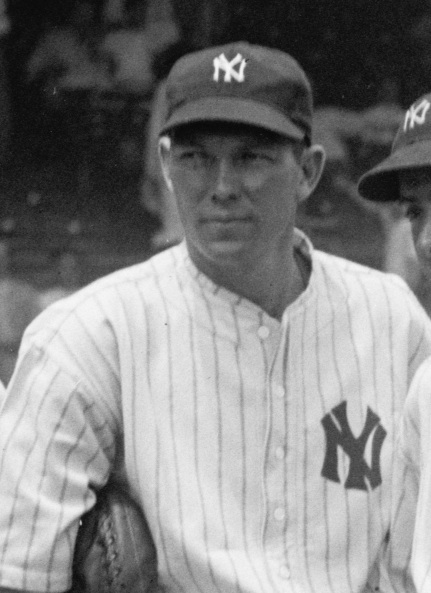
ビル・ディッキー / 11月12日没

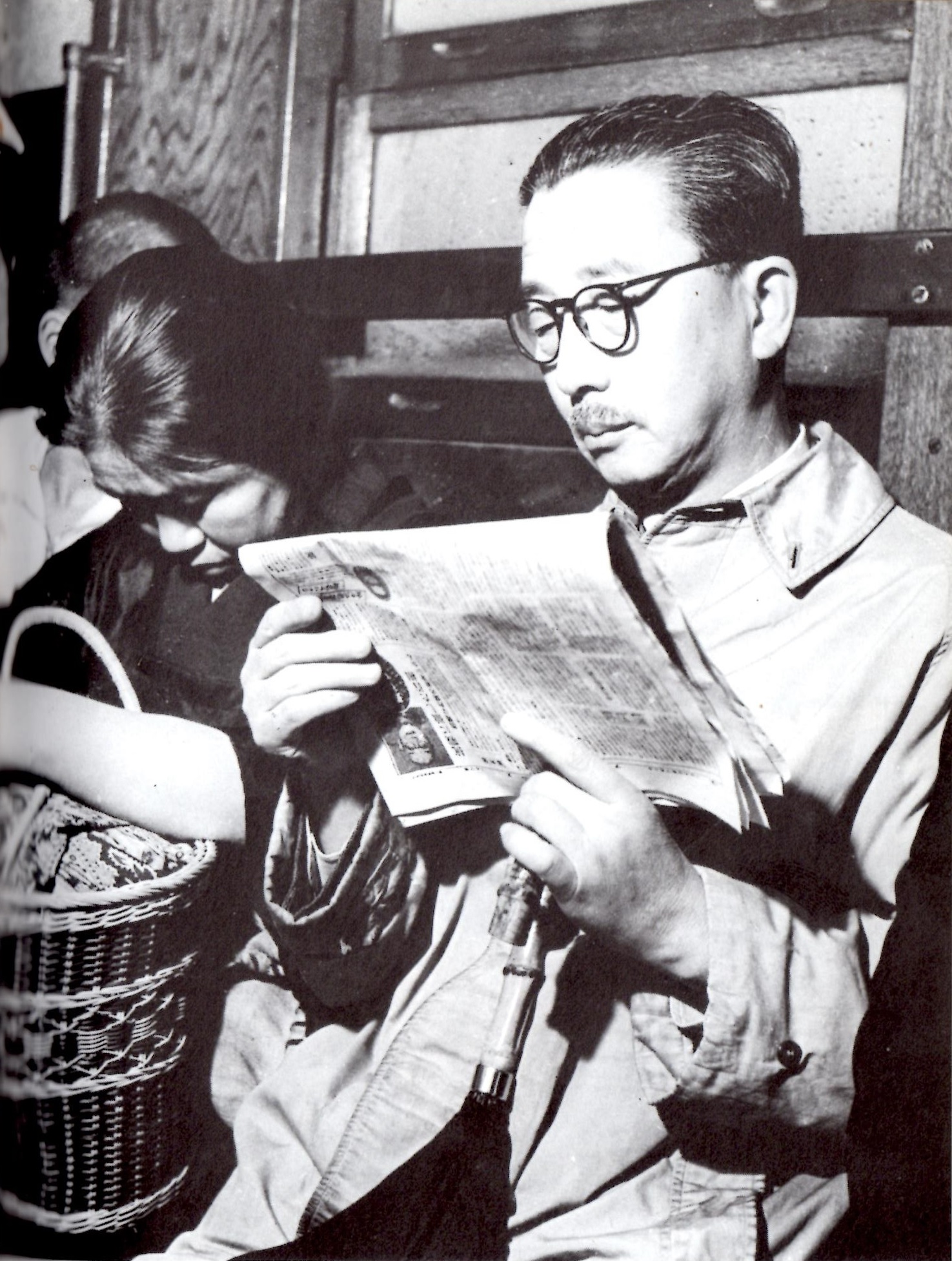
野坂参三 / 11月14日没

- 11月4日 - 萩原昭、プロ野球選手（* 1927年）
- 11月11日 - 赤城宗徳、元内閣官房長官（* 1904年）
- 11月12日 - ビル・ディッキー、メジャーリーガー（* 1907年）
- 11月12日 - ルイス・ヘンリック・ポンジェッター、ダンサー、「ジンギスカン」メンバー（* 1951年）
- 11月14日 - 野坂参三、日本共産党の指導者（* 1892年）

## （16日 - 30日）

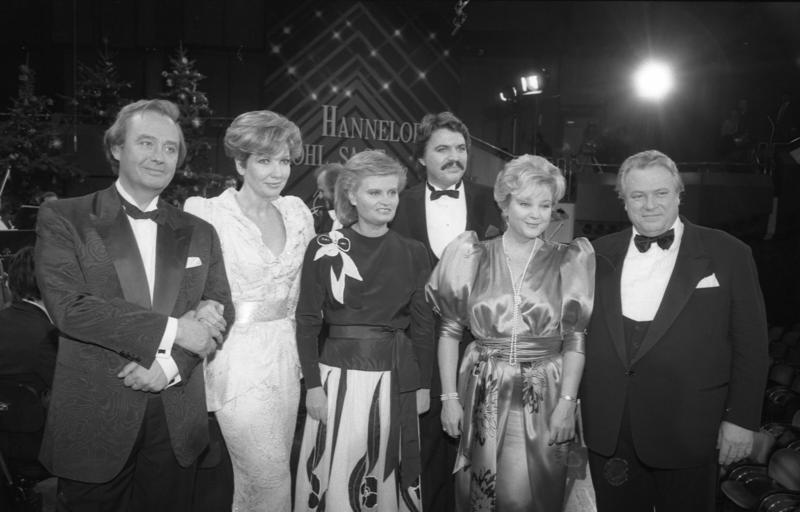
ルチア・ポップ（右から2人目） / 11月16日没

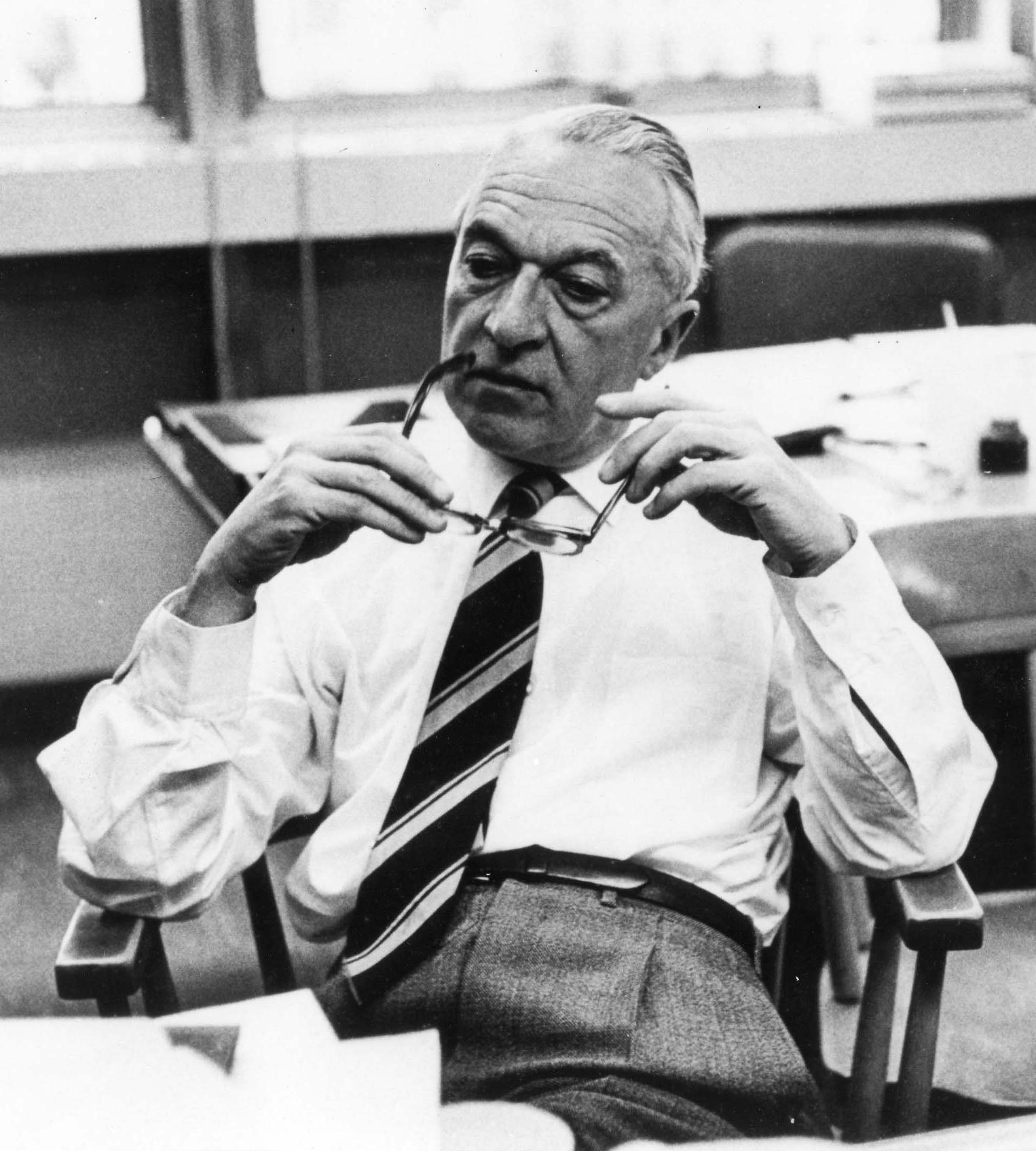
ブルーノ・ロッシ / 11月21日没

- 11月16日 - ルチアーノ・リッジョ、シチリア・マフィアのボス（* 1925年）
- 11月16日 - ルチア・ポップ、ソプラノ歌手（* 1939年）
- 11月17日 - 西村潔、映画監督（* 1932年）
- 11月18日 - 飯田慶三、元髙島屋会長（* 1900年）
- 11月19日 - 田武謙三、俳優（* 1914年）
- 11月20日 - エミール・アルドリーノ、映画監督（* 1943年）
- 11月21日 - ブルーノ・ロッシ、宇宙物理学者（* 1905年）
- 11月22日 - アンソニー・バージェス、小説家（* 1917年）
- 11月22日 - タチアナ・ニコラーエワ、ピアニスト（* 1924年）
- 11月22日 - 森安秀光、棋士 (将棋)（* 1949年）
- 11月24日 - 馬場雅夫、アナウンサー、演芸・競輪評論家（* 1933年）
- 11月25日 - 片田謙二、プロ野球選手（* 1936年）
- 11月26日 - 庄野英二、児童文学者（* 1915年）